# Lupinus atropurpureus
Lupinus atropurpureus är en ärtväxtart som beskrevs av Charles Piper Smith. Lupinus atropurpureus ingår i släktet lupiner, och familjen ärtväxter. Inga underarter finns listade i Catalogue of Life.